# Ramón Torres Muñoz de Luna
Ramón Torres Muñoz de Luna (Madrid, 8 de noviembre de 1822-Málaga, 10 de noviembre de 1890) fue un químico y farmacéutico español.

## Biografía
Nació en Madrid el 8 de noviembre de 1822. Doctor en Farmacia, catedrático de Química en la facultad de Ciencias, consejero de Sanidad y de Agricultura, Industria y Comercio, gentilhombre de cámara, fue condecorado con la gran cruz de la Orden de Isabel la Católica y con la de Beneficencia de primera clase. Dio lecciones en el Ateneo y fue uno de los primeros miembros de la Sociedad Antropológica Española, fundada en 1865.
Hijo del actor José García Luna, se graduaría en Madrid en 1844; en 1849 partió al extranjero, primero París para luego marchar a Giessen, donde entraría en contacto con Justus von Liebig; volvería a España en 1851. Nombrado por Real Orden del 18 de marzo de 1859 profesor de Física y Química del entonces príncipe de Asturias, el futuro Alfonso XII, fue el único español que asistió al Congreso de Karlsruhe de 1860. Estudió el uso del «gas hiponítrico» como desinfectante. Falleció en Málaga, en una visita a una hija suya, casada, durante la que contrajo una pulmonía que le provocó la muerte, el 10 de noviembre de 1890.
Fue autor de La Química en sus principales aplicaciones a la agricultura (1856), Lecciones elementales de química general (1861, 1864, 1872), Influencia de los Fosfatos térreos en la vegetación y procedimientos más económicos para utilizarlos en la producción de cereales en la península (1864) o La ciencia al alcance de los niños: trozos morales e instructivos, en prosa y verso (1882), además otros trabajos, entre los que se encontraron algunos de género puramente literario, como un libro destinado a un público infantil titulado El álbum de mis hijos. Tradujo obras al castellano, como por ejemplo Curso completo de farmacia (1848), en dos volúmenes, del francés Louis René Le Canu, o Nuevas cartas sobre la química considerada en sus aplicaciones a la industria, a la fisiología y a la agricultura (1853), del alemán Liebig.
Pío Baroja, en su libro desde la última vuelta del camino, señala que fue profesor suyo en primera de medicina y de la asignatura de química. Fue además su primer profesor en una clase inolvidable en la vieja capilla del Instituto San Isidro de Madrid. Baroja relata la entrada como un actor de don Ramón y como todos los estudiantes le aplaudían o golpeaban sus bastones contra la madera del suelo. Aquello le pareció ridículo al gran escritor vasco: “ El buen señor comenzó su discurso de salutación a sus alumnos muy enfático, con algunos toques sentimentales; nos habló de su maestro Liebig, de su amigo Pasteur, de su camarada Berthelot; de la ciencia, del microscopio. Su melena blanca, su bigote engomado, su perilla puntiaguda, que le temblaba al hablar; su voz hueca y solemne, le daban el aspecto de un padre severo de Drama, y algunos de los estudiantes que encontró, sin duda, este parecido recitar en voz alta y cavernosa los versos de don Diego Tenorio cuando entra en la hostería del laurel, en el Drama de Zorrilla: “que un hombre de mi linaje descienda a tan ruina mansión “.....Torres Muñoz de Luna era otro comendador del Tenorio, como pan o el de Pamplona, pero con más conchas que este. Era hijo de cómicos, y, naturalmente, le queda un poco de simulador y de farsante… A Torres Muñoz de Luna la sangre de cómico le rebozado. Hubiera vendido muy bien en una feria en una plaza pública, desde lo alto de un coche, la manteca de la serpiente Ophys o el licor contra la tenia”.

## Bibliografía

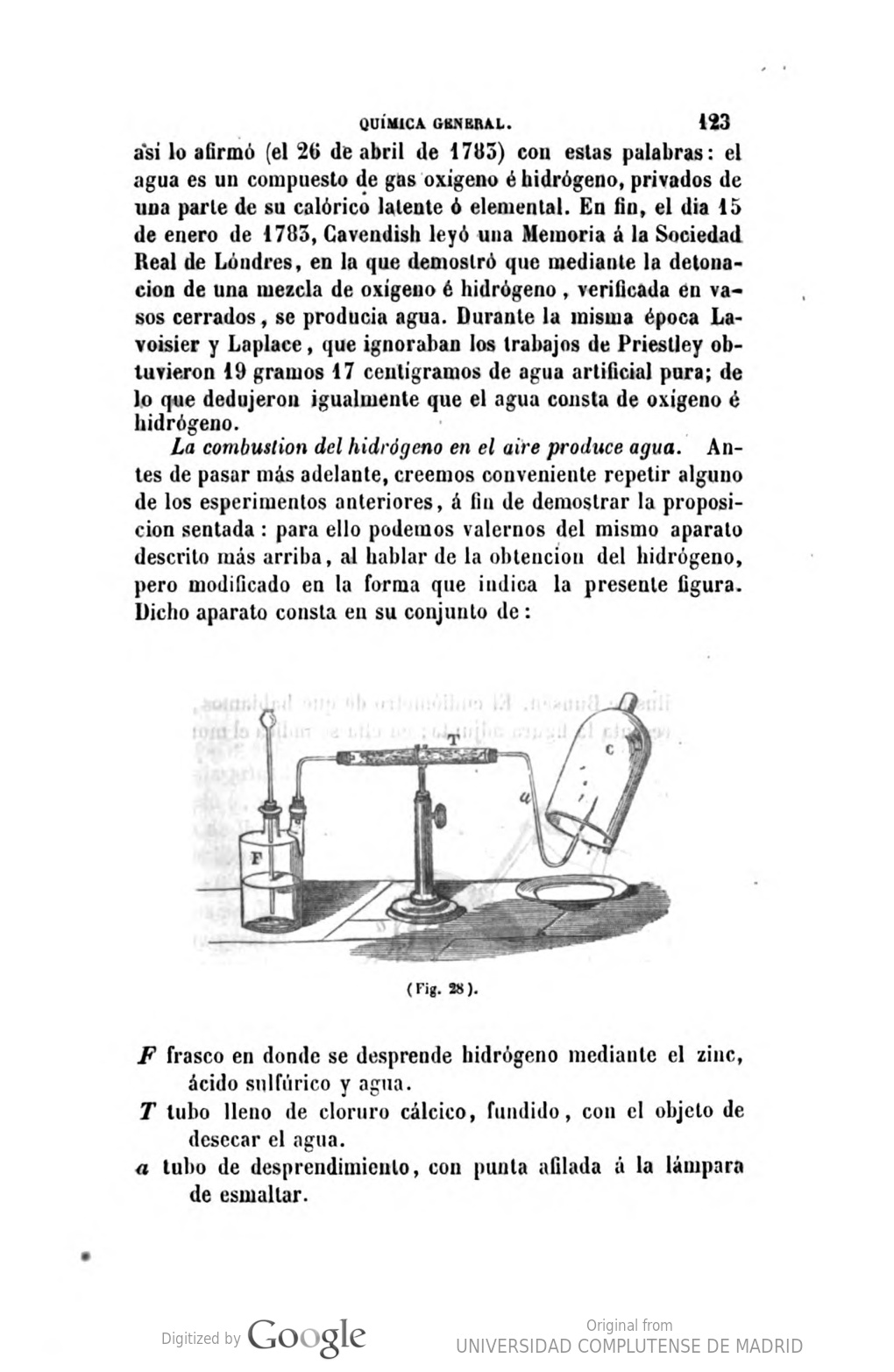
Lecciones elementales de química general para uso de los alumnos de medicina, ciencias, farmacia, ingenieros industriales, agrónomos, de minas, etc., etc. (1864)